# Chinaberry Girl (EP)
Chinaberry Girl é o primeiro extended play (EP), da cantora e compositora estoniana Iiris. Um ano após apresentar ao mundo seu material de estreia, o álbum de estúdio intitulado The Magic Gift Box, (2012), a artista voltou ao estúdio para dar início à seu novo projeto.

## Lista de faixas
| N.º            | Título                      | Duração |  |
| 1.             | "Tigerhead"                 | 4:23    |  |
| 2.             | "Sapphire"                  | 3:42    |  |
| 3.             | "Chinaberry Girl"           | 4:03    |  |
| 4.             | "Song of Solemn Loneliness" | 3:18    |  |
| Duração total: | Duração total:              | 14:86   |  |